# Tin Gods (1932)
Tin Gods é um filme de drama produzido no Reino Unido e lançado em 1932.